# Lotna (film)
Lotna – polski barwny film wojenny z 1959 roku w reżyserii Andrzeja Wajdy. Adaptacja opowiadania Lotna autorstwa Wojciecha Żukrowskiego, wydanego w „Twórczości” (nr 2/1945), a następnie w zbiorze opowiadań Z kraju milczenia (1946). 
Akcja filmu rozgrywa się w czasie kampanii wrześniowej 1939 roku. Tytułowa Lotna jest imieniem konia towarzyszącego szwadronowi polskich ułanów.

## O filmie
Film przedstawia wojnę obronną Polski w 1939 r., przedstawiając refleksję m.in. nad etosem polskiego oręża. Wojsko jest ukazane jako dwa rozdzielne światy – szeregowych żołnierzy i oficerów. Szczególnie charakterystyczne dla wymowy filmu jest ukazanie jako symbolu – niemającego miejsca w rzeczywistości – ataku polskiej kawalerii na czołgi. Jest to autorski zabieg Wajdy - sceny takiej nie znajdziemy w obrazie literackim stworzonym przez Żukrowskiego. Lotna to nie tylko opowieść o wojnie, o klęsce 1939 roku, to także odzwierciedlenie różnych zachowań ludzkich w określonych sytuacjach, to fascynacja tytułową Lotną - pięknej urody klaczą, która swemu jeźdźcowi nie przynosi szczęścia. Przedstawiona historia odczytywana jest także jako metafora skutków romantycznego mitu przenikającego ówczesną kulturę, obwinianej o przyczynienie się do narodowej katastrofy związanej z II wojną światową i jednocześnie refleksja nad ich nieuniknionym odejściem wraz z nastaniem nowoczesności.
Ekranizacja Lotnej była jednocześnie jedną z pionierskich realizacji na kolorowej taśmie ORWO-kolor w Polsce - przy jej kręceniu zabrakło tego nośnika i kilka ostatnich sekwencji nakręcono w kolorach czarno-białych. Dziś oglądany film z monochromatyczną końcówką dodaje dramatyzmu wydarzeniom, które przedstawia. Według wspomnień córki Żukrowskiego, którą ten zabierał na plan zdjęciowy, podczas realizacji zdjęć jeden z pędzących koni zginął, nabiwszy się na wbitą w ziemię lancę.
W filmie wystąpił, jako jeden z odpoczywających w stajni żołnierzy, Wojciech Żukrowski wypowiadając jedną kwestię. Blizna przebiegająca mu ukośnie przez policzek jest śladem wcześniej odniesionych ran. W późniejszych filmach Andrzeja Wajdy, jeśli tylko to było możliwe, także pojawiali się autorzy ekranizowanej historii. Tak było w filmie Panny z Wilka, gdzie w epizodycznej roli wystąpił Jarosław Iwaszkiewicz, przechadzając się po ogrodzie, oraz w Kronice wypadków miłosnych, w której można było zobaczyć Tadeusza Konwickiego.

## Kontrowersje
Ukazana w filmie szarża polskiej kawalerii na niemieckie czołgi wzbudza kontrowersje ze względu na jej podobieństwo do tendencyjnych obrazów propagandy niemieckiej forsujących tezę o zacofaniu i niekompatybilności Polski z wymogami współczesnego świata. Podczas kampanii wrześniowej Polska wykorzystywała militarnie 11 brygad kawaleryjskich, które wyposażone były wówczas w nowoczesne karabiny przeciwpancerne „UR” oraz lekką artylerię np. armata przeciwpancerna Bofors 37 mm. Dzięki tej broni kawaleria nie miała potrzeby dokonywania samobójczych szarż na czołgi niemieckie. Konie służyły kawalerzystom jedynie do transportu i po dojechaniu na miejsce bitwy żołnierze walczyli spieszeni, jak piechota, wykorzystując przeciw czołgom posiadaną broń przeciwpancerną. Bezpośrednia szarża kawaleryjska była stosowana tylko wobec przemieszczającej się, nieokopanej i nieosłoniętej piechoty nieprzyjaciela (taktyka obejścia oddziałów nieprzyjaciela zamiast frontalnego ataku zastosowana była m.in. w bitwie pod Krojantami).
Jednakże Lotna, będąc dziełem artystycznym, nie powinna być odbierana dosłownie, jako kronikarskie przedstawienie rzeczywistych wydarzeń wojennych kampanii wrześniowej 1939 r., czy bezrefleksyjne powielanie propagandy III Rzeszy. Głęboko symboliczna wymowa filmu wskazuje na metaforyczną rolę omawianej sceny kawaleryjskiej szarży na czołgi, jako zderzenia postaw romantycznych z twardymi i bezwzględnymi realiami materialistycznego postępu reprezentowanymi przez niemieckie czołgi. W tym sensie scena ta jest literackim rozrachunkiem, refleksją nad uwarunkowaniami historycznymi ówczesnych czasów i ich tragicznymi skutkami.
Sam tytułowy koń może być odbierany w tym kontekście jako symbol męskiego, romantycznego wzorca zachowań i aspiracji, opartych m.in. na reprodukcji postaw heroizmu i gloryfikacji ułańskiej fantazji, obowiązujących i promowanych pośród ówczesnych elit i przenoszących się także na pozostałe warstwy społeczne. Nie bez znaczenia wydaje się tutaj motyw, w którym tytułowa Lotna przechodzi do rąk rotmistrza z rąk umierającego, starego ziemianina, zaś później w ręce kolejnych oficerów, aż do pochodzącego z ludu żołnierza, za którego sprawą koń musi zostać ostatecznie uśmiercony. Tytułowa klacz może być wobec tego także odczytywana jako symbol ożywczego ducha narodu, lub nawet samej przedwojennej Polski.

## Obsada
- Jerzy Pichelski – rotmistrz Chodakiewicz
- Adam Pawlikowski – porucznik Witold Wodnicki
- Jerzy Moes – podchorąży Jerzy Grabowski
- Mieczysław Łoza – wachmistrz Latoś
- Bożena Kurowska – Ewa
- Bronisław Dardziński – bimbrownik
- Irena Malkiewicz – hrabina
- Artur Młodnicki – pułkownik
- Wiesław Gołas – żołnierz łapiący kury
- Karol Rómmel – proboszcz
- Henryk Cudnowski – właściciel Lotnej; nie występuje w napisach

## Zdjęcia
Film kręcono na terenie województwa mazowieckiego i łódzkiego w następujących lokacjach: 
- Zegrzynek – dworek Szaniawskich;
- pałac w Nieborowie;
- zagroda wiejska w Skubiance i pola pod Jadwisinem w gminie Serock;
- rozlewiska Narwi;
- Umocnienie Duże Twierdzy Zegrze;
- łąki w okolicach Wolborza i Bogusławic[10].